# NGC 3953
NGC 3953 (również PGC 37306 lub UGC 6870) – galaktyka spiralna z poprzeczką (SBbc), znajdująca się w gwiazdozbiorze Wielkiej Niedźwiedzicy. Galaktyka ta należy do grupy galaktyk M109.
Prawdopodobnie odkrył ją Pierre Méchain 12 marca 1781, jednak aż do 2006 sądzono, że zaobserwowanym przez niego obiektem była galaktyka Messier 109 (NGC 3992). Niezależnie galaktyka została odkryta 12 kwietnia 1789 przez Williama Herschela.
NGC 3953 jest oddalona od Ziemi o około 64 miliony lat świetlnych (ok. 20 milionów parseków). Rozmiar kątowy galaktyki wynosi 6,9 × 3,6 minut kątowych, co odpowiada rzeczywistej średnicy dysku około 130 tys. lat świetlnych. Jasność obserwowana wynosi 9,8m.
Do tej pory w galaktyce NGC 3953 zaobserwowano dwie supernowe – SN 2001dp i SN 2006bp.